# ويليام مالوني
ويليام مالوني (بالإنجليزية: William Maloney)‏ هو سياسي أسترالي، ولد في 12 أبريل 1854 في أستراليا، وتوفي في 29 أغسطس 1940. حزبياً، نشط في حزب العمال الأسترالي. وقد انتخب عضو الجمعية التشريعية فيكتوريا.